# Guerrillas liberales (Colombia)
Las guerrillas liberales o gaitanistas en Colombia, fueron grupos armados que participaron en las guerras civiles de Colombia y en La Violencia bipartidista principalmente entre 1948 y 1958. Conformados por campesinos y militares del Partido Liberal Colombiano en distintas regiones del país, estos crearon grupos de autodefensa ante el ataque de  "Los Chulavitas", "Los Pájaros", las autodenominadas "guerrillas de paz" conservadoras, la Policía Nacional llamada Popol (policía política, por estar al servicio del gobierno conservador) y el Ejército Nacional. Fueron conocidos como 'cachiporros', 'chusmeros' o  abrileños.

## Historia

### Guerra de los Mil Días
Durante la guerra de los Mil Días (1899-1902), se conformaron los grupos de guerrillas liberales en distintas regiones del país tras la derrota del ejército liberal en la batalla de Palonegro, haciendo que el conflicto pasara a ser irregular. Combatieron contra grupos similares conservadores y el Ejército Nacional, se disolvieron tras el fin de la contienda.

### La Violencia
Debido al recrudecimiento de La Violencia bipartidista del Bogotazo y tras el magnicidio de Jorge Eliécer Gaitán, se crearon estos grupos por sus seguidores y partidarios contra la persecución en su contra por los gobiernos conservadores de Mariano Ospina Pérez(1946-1950), Laureano Gómez(1950-1951), y Roberto Urdaneta (1951-1953) a manera de autodefensa Durante 1948 y 1958 se registraron combates, emboscadas y masacres entre las guerrillas liberales y comunistas contra el Ejército Nacional y la Policía Nacional y contra los grupos paramilitares conservadores: los Chulavitas, los pájaros y las llamadas guerrillas de paz conservadoras.  Estos grupos se desmontaron en gran parte por el inicio del Frente Nacional pactado por los dirigentes liberales y conservadores entre 1956 y 1957 e iniciado en 1958. Sin embargo varios conflictos por las tierras, la desigualdad social siguieron latentes.
Tras el Golpe de Estado de 1953 contra el gobierno de Laureano Gómez, Gustavo Rojas Pinilla ofreció una amnistía y muchos de estos grupos se desmovilizaron, encargando al General Alfredo Duarte Blum para esa tarea de "pacificación" a pesar de los acuerdos de paz, muchos de sus líderes fueron posteriormente asesinados (como Guadalupe Salcedo); otros conformaron unos grupos de bandoleros (actuando contra la fuerza pública y la población civil) como: Teófilo Rojas Varón,  Jacinto Cruz Usma; otros grupos se enfrentaron con las guerrillas comunistas, en el Sur del Tolima tras el asesinato de Jacobo Prías Alape 'Charro Negro' en enero de 1960, en donde se llevaría a la reanudación de la guerra por el conflicto armado interno en Colombia, y con la conformación de nuevas guerrillas de ideología comunista como el Bloque Sur, que pasarían a ser las FARC-EP en 1964 lideradas por Manuel Marulanda, Jacobo Arenas y Ciro Trujillo. También Roberto González Prieto, intentó crear otro grupo guerrillero.

## Principales regiones, grupos y miembros notables
- Tolima: Gerardo Loaiza, Jacinto Cruz Usma, Jesús María Oviedo,[23] Ciro Trujillo Castaño, Manuel Marulanda,[24] Roberto González Prieto.
- Cundinamarca: Saúl Fajardo,  Juan de la Cruz Varela.[25]
- Llanos Orientales: Guadalupe Salcedo,[26] Dumar Aljure,[27] Eduardo Franco Isaza,[28] José Alvear Restrepo, Rosendo Colmenares y Eliseo Velásquez.[29]
- Quindío: Teófilo Rojas Varón.[30]
- Santander: Rafael Rangel.[31]
- Antioquia: Juan de Jesús Franco Yepes.[32][33]
- Córdoba: Victor Negrete Barrera.[34]